# Ann Gillespie
Ann Gillespie (circa 1957) è un'attrice statunitense.
È conosciuta per aver interpretato il ruolo di Jackie Taylor nel telefilm Beverly Hills 90210, e per aver ripreso lo stesso ruolo nelle prime due stagioni del suo spin-off 90210, tra il 1990 e il 2009.

## Filmografia parziale
- I Ryan (Ryan's Hope) - soap opera (1981 - 1982)
- T.J. Hooker - serie TV, un episodio (1983)
- Living Proof: The Hank Williams, Jr. Story, regia di Dick Lowry – film TV (1983)
- Amanda (Amanda's, conosciuta anche come Amanda's by the Sea) - serie TV, un episodio (1983)
- Kenny Rogers as The Gambler: The Adventure Continues - film TV (1983)
- Hotel - serie TV, un episodio (1984)
- Happy Days - serie TV, un episodio (1984)
- The Sheriff and the Astronaut - serie TV (1984)
- Mary - serie TV, un episodio (1986)
- I miei due papà (My Two Dads) - serie TV, un episodio (1986)
- La signora in giallo (Murder, She Wrote) - serie TV, episodio 3x01 (1986)
- Matlock - serie TV, un episodio (1987)
- Benvenuto sulla Terra (Hard Time on Planet Earth) - serie TV, un episodio (1989)
- Star Trek: The Next Generation - serie TV, un episodio (1989)
- Hunter - serie TV, un episodio (1990)
- Codice Trinity: attacco all'alba (By Dawn's Early Light) - film TV, regia di Jack Sholder (1990)
- Cop Rock - serie TV, un episodio (1990)
- Beverly Hills 90210 - serie TV, 55 episodi (1990 - 2000)
- The Gambler Returns: The Luck of the Draw - film TV, regia di Dick Lowry (1991)
- Star Trek: Deep Space Nine - serie TV, 4 episodi (1993 - 1995)
- Settimo cielo (7th Heaven) - serie TV, un episodio (1997)
- Archibald the Rainbow Painter, regia di Les Landau (1998)
- E.R. - Medici in prima linea (ER) - serie TV, un episodio (1998)
- Valerie Flake, regia di John Putch (1999)
- Sunset Beach - soap opera (1999)
- The Practice - Professione avvocati (The Practice) - serie TV, un episodio (1999)
- Katie Joplin – serie TV, un episodio (1999)
- Un detective in corsia (Diagnosis: Murder) - serie TV, un episodio (1999)
- Una mamma per amica (Gilmore Girls) - serie TV, un episodio (2001)
- First Years - serie TV, un episodio (2001)
- Giudice Amy (Judging Amy) - serie TV, un episodio (2001)
- 90210 - serie TV, 6 episodi (2008 - 2009)